# Technologie- und Gründerzentrum Freital

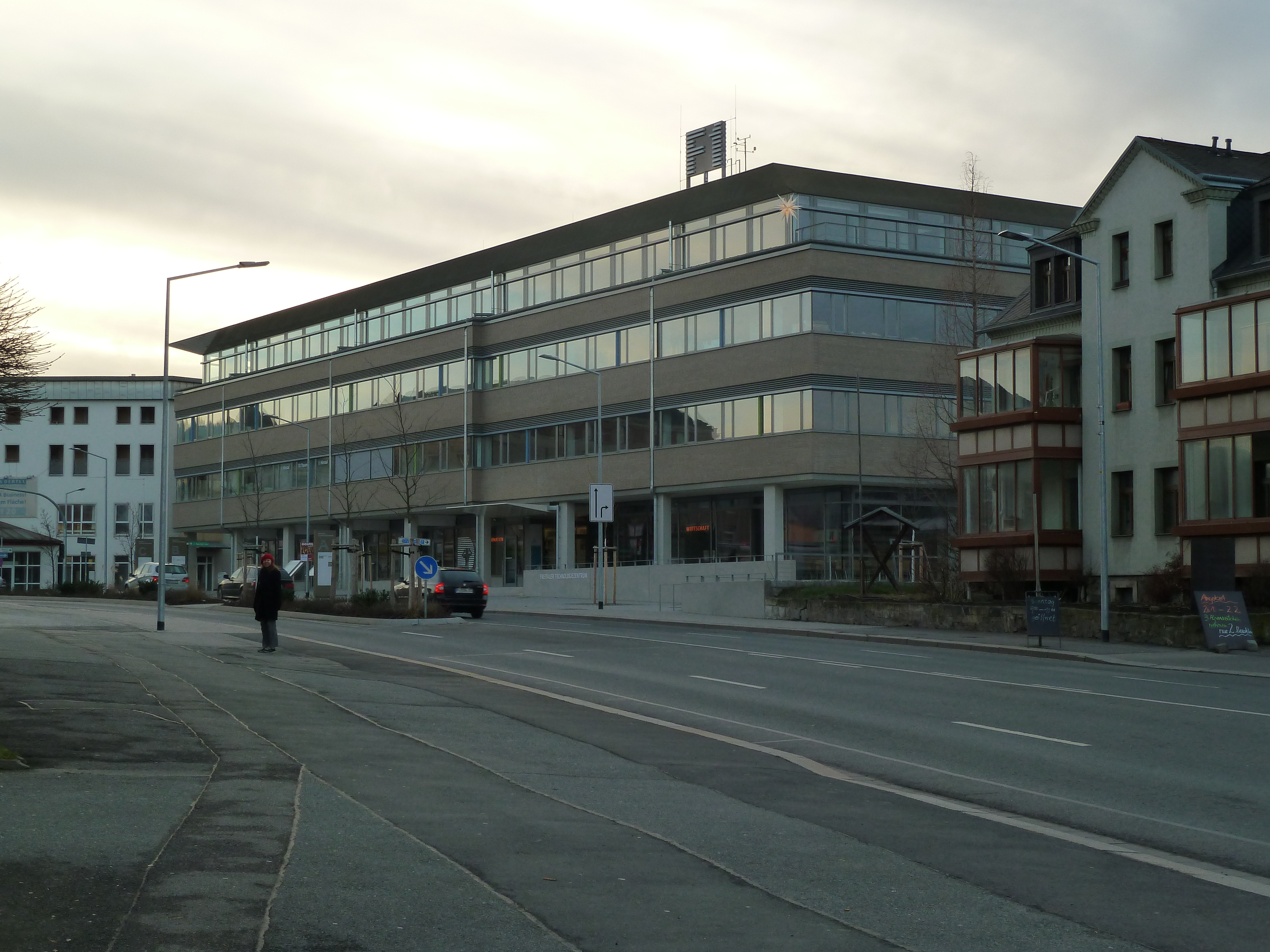
Gebäude des Gründerzentrums (2014)

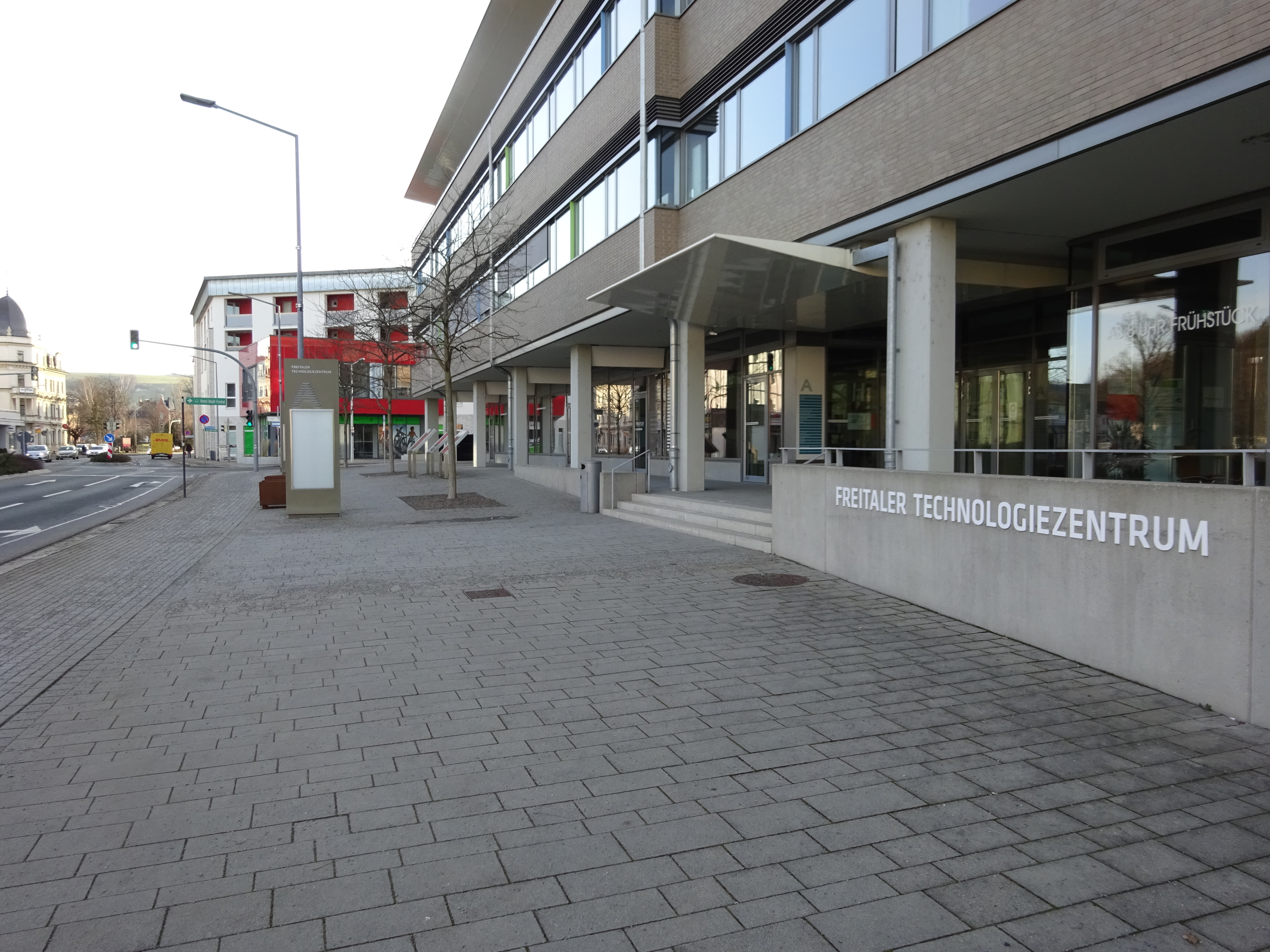
Front zur Dresdner Straße

Das Technologie- und Gründerzentrum Freital (TGF) ist ein Gebäude an der Dresdner Straße 172 Ecke Bahnhofstraße im Freitaler Stadtteil Döhlen, das sowohl Technologiepark als auch Gründerzentrum ist. Es war das erste dieser Art in Sachsen. Der Park dient dazu, Existenzgründern eine Fläche zur Gründung und Betreibung ihres Unternehmens zur Verfügung zu stellen. Das Gebäude bietet sowohl Büroräume als auch Hallen z. B. für Produktion oder Entwicklung.

## Geschichte
Entworfen wurde der Gebäudekomplex von Eberhard Pfau. Die Baukosten betrugen zirka 24 Mio. Euro, davon wurden rund 3 Mio. Euro von der Stadt selbst aufgewendet. Es ist unterteilt in das Gründerzentrum (F1) mit einer Fläche von 10.000 m² am Neumarkt und den 22.000 m² großen Technologiepark (F2) an der Lutherstraße in Neudöhlen.
Die Technologie- und Gründerzentrum Freital GmbH wurde 2011 gegründet. Am 18. Mai 2011 wurde der Fördermittelbescheid vom Oberbürgermeister Klaus Mättig (CDU) übergeben. Vor dem Bau musste die ohnehin baufällige Hauptstelle der Stadtbibliothek Freital abgerissen werden. Am 7. Februar 2012 wurde der Grundstein gelegt. Am 14. Oktober 2013 wurde das Zentrum seiner Bestimmung übergeben, der Eröffnung wohnte auch Sachsens Ministerpräsident Stanislaw Tillich (CDU) bei. Bundesinnenminister Thomas de Maizière (CDU) besichtigte den Komplex am 12. August 2014.
Seit der Eröffnung erwirtschaftete das Zentrum jährlich Verluste, zuletzt in Höhe von 400.000,00 Euro. Bis 2018 möchte Geschäftsführer Schautz Gewinne erzielen. Aufgrund der großen Nachfrage im Technologiepark (F2) wird über eine Erweiterung der Fläche auf 36.000 m² nachgedacht. Im Gründerzentrum (F1) seien Mitte 2015 46,5 % der Flächen vermietet. Im Geschäftsjahr 2015 betrug der Verlust 315.000,00 Euro. Ab dem 1. Januar 2017 übernimmt Alexander Karrei die Leitung.

Bau des Komplexes
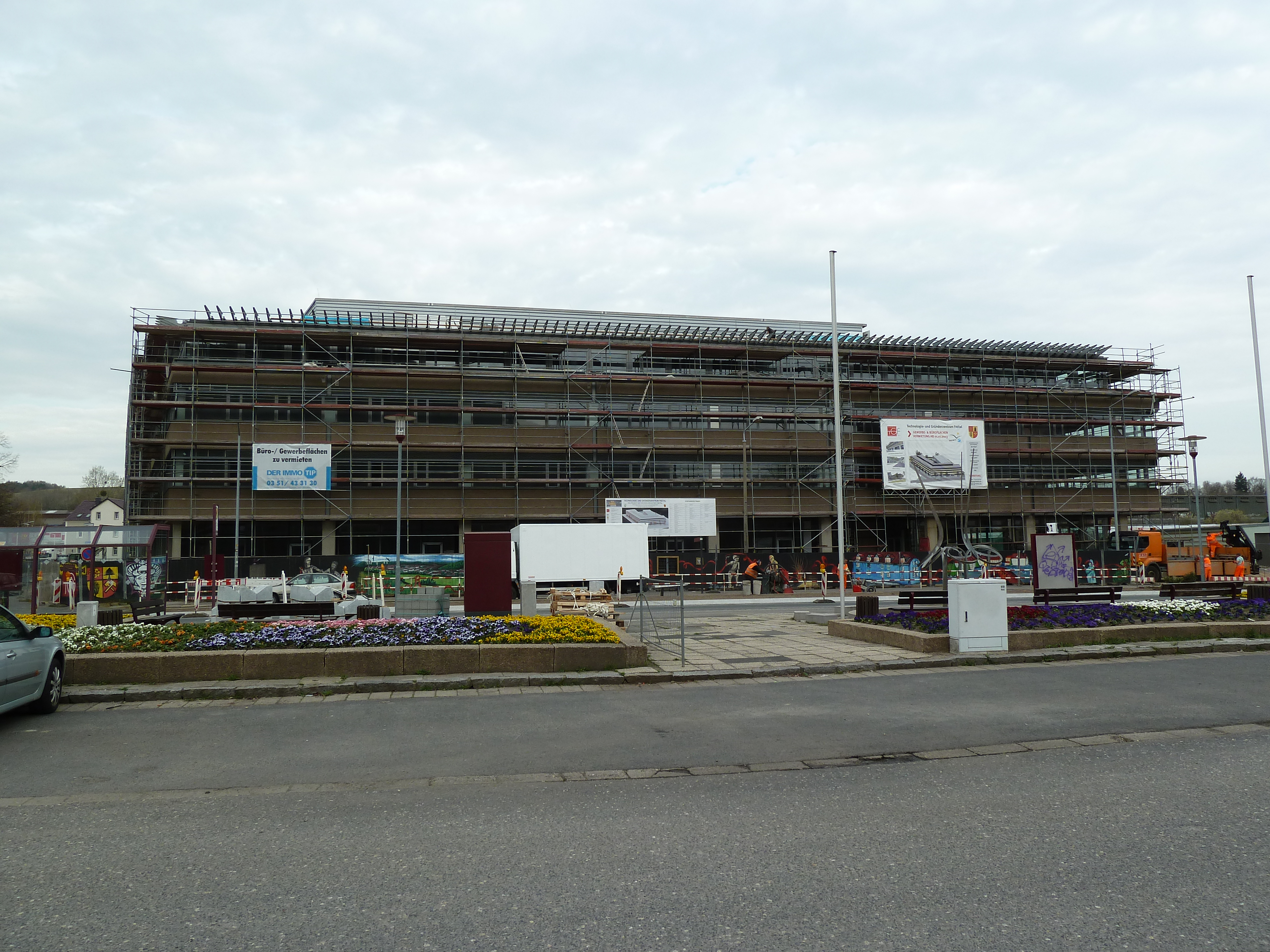
Baufortschritt im April 2013 vom Neumarkt aus gesehen
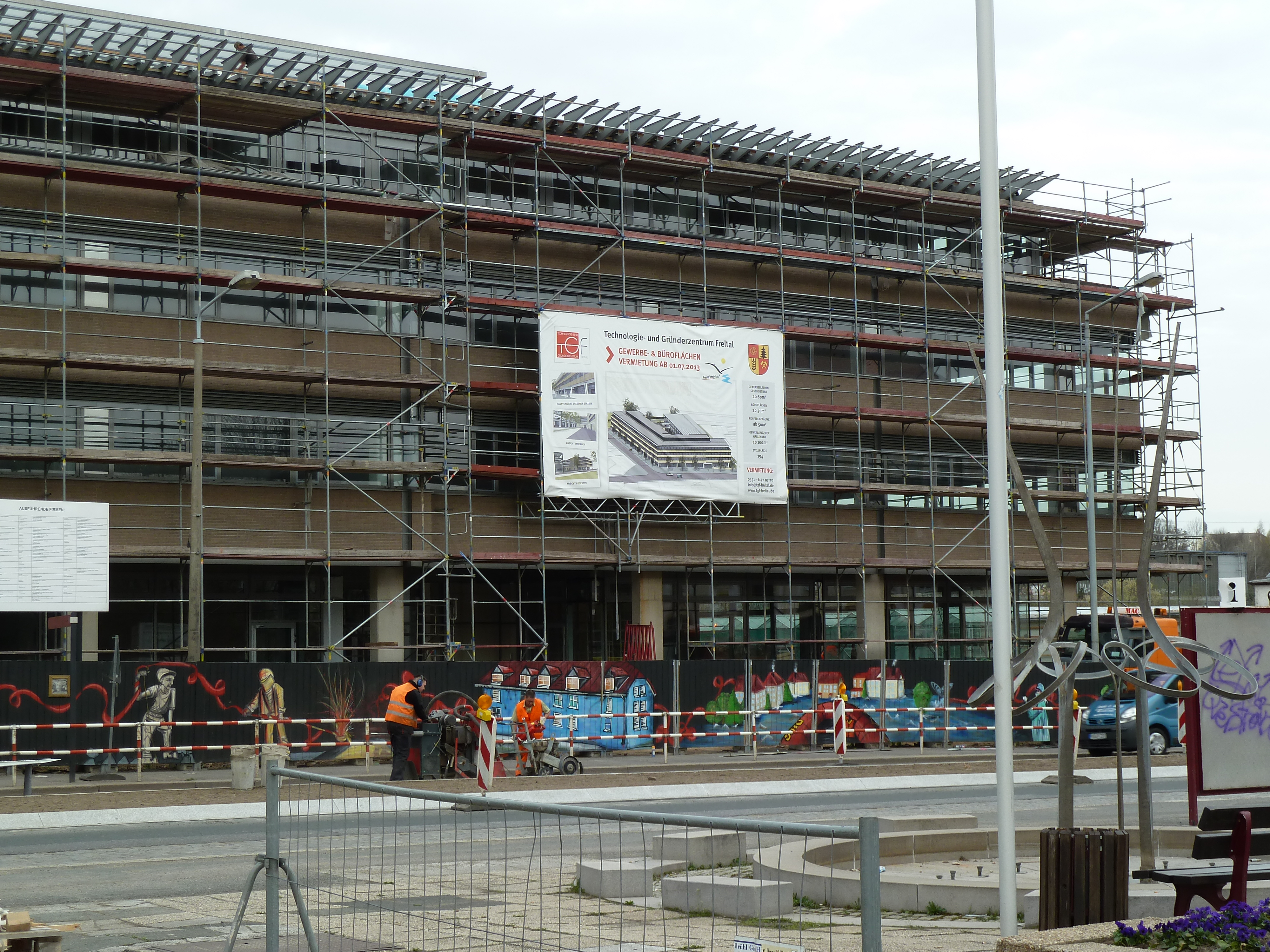
Nahaufnahme der Baustelle

## Unternehmen
Derzeit haben sich Unternehmen verschiedener Branchen angesiedelt, z. B. Medizintechnik, Elektrotechnik, Metallbearbeitung, Leichtbau aber auch Künstler mitsamt Ateliers.
Im Erdgeschoss gibt es eine Kantine namens Wirtschaft.